# Mokhtar Ali Zubeyr
Moktar Ali Zubeyr, également connu sous le nom de Ahmed Abdi Godane, était le chef du groupe islamiste somalien Al-Shabbaab. Ce dernier et ses 5 gardes du corps sont tués le 1er septembre 2014 par un missile AGM-114 Hellfire tiré depuis un drone américain.

## Biographie
Tout comme Ibrahim Haji Jama Mee'aad (son rival au sein des shebab), Mokhtar Zubeyr appartient au clan somali des Isaq. 
Considéré comme un élève modèle, voire un enfant prodige, dans sa ville natale de Hargeisa, il obtient des bourses pour aller étudier au Soudan et au Pakistan. Il aurait profité de ce séjour dans ce dernier pays pour se rendre en Afghanistan voisin (alors sous contrôle des taliban) et y acquérir une formation militaire. 
De retour au Somaliland, il se met à travailler pour Al-Barakat (en), une société somalienne d'envoi de fonds et franchise locale d'Al-Itihaad al-Islamiya (AIAI). 
Avec Aden Ayro, il aurait été impliqué dans l'assassinat en 2003 de Dick et Enid Eyeington (en), un couple de travailleurs humanitaires britanniques qui s'occupait d'une école de Sheikh. 
Au milieu de l'année 2006, il occupe le poste de secrétaire général du conseil exécutif de l'Union des tribunaux islamiques. 
Il prend la tête des shebab après la mort d'Aden Ayro dans le bombardement américain de Dhusamareb (en) en mai 2008.
En 2009, il appelle à combattre le gouvernement fédéral de transition dirigé par Sharif Ahmed. Le 14 juillet 2009, c'est sur ces ordres que les Shabbaab enlèvent deux agents de la Direction générale de la Sécurité extérieure (DGSE). Le premier, connu sous le pseudonyme de Marc Aubrière, parvient à s'évader, mais le second, Denis Allex, est détenu par Godane dans des conditions particulièrement barbares.
En 2010, il fait allégeance à Al-Qaïda et est déclaré « terroriste » par les États-Unis. Time Magazine, dans sa liste des 100 personnes les plus importantes de 2012, le décrit comme guidé par un « appel hypnotique à l'établissement du royaume de Dieu sur Terre ».

## Décès

### La mise sous surveillance
À sa prise de fonctions en 2012, le président de la République française, François Hollande demande au ministre de la Défense Jean-Yves Le Drian — qui exerce la tutelle gouvernementale sur la DGSE — de placer la libération de Denis Allex au premier rang des priorités et de fournir au service les moyens nécessaires à cette libération.
Dans un pacte secret conclu fin 2012 entre le président américain Barack Obama et son homologue français, il est convenu que les États-Unis apporteraient leur aide aux Français pour éliminer le chef des djihadistes somaliens, qualifié de High Value Target (HVT — en français : cible de grande valeur), comme l'avait été Oussama ben Laden (tué en mai 2011). L'appui de l'aviation américaine pour le raid raté du 11 janvier 2013 à Buulo Mareer, qui avait conduit à la mort de l'otage et de deux de ses camarades du CPIS (Centre parachutiste d'instruction spécialisée) de Perpignan, avait ainsi été négocié directement entre les autorités françaises et américaines.
À l'issue de cette opération, le président de la République transmet des ordres très fermes à la DGSE. Il exige en personne que les services « dégomment » Godane, ce qu'une source qualifiée[Laquelle ?] traduit ainsi : « Il a donné des instructions précises sur les suites de la mort de nos trois agents. Message : la France n'oublie pas ceux qui lui ont fait du mal. » Depuis l'échec du raid de 2013, la DGSE continue à chercher Godane, grâce à ses moyens techniques et humains. Plusieurs fois, les Français le localisent et transmettent ses coordonnées au Pentagone. C'est notamment le cas fin 2013, lorsqu'il se rend coupable de la mort de deux Françaises dans l'attaque du centre commercial Westgate à Nairobi, au Kenya.

### Attaque aérienne américaine
À plusieurs reprises, le Pentagone refuse de frapper, en raison des protections dont Godane s'entourait. N'utilisant jamais de téléphone ni de moyen de communication électronique, il évitait systématiquement de se trouver dans une zone isolée. Pendant 21 mois, il reste en permanence dans des zones densément peuplées. Le 31 août 2014 cependant, la veille de sa mort, pensant demeurer inaperçu et estimant sans doute avoir été oublié, il quitte son sanctuaire, dans le sud de la Somalie, pour rejoindre un nouveau lieu de résidence. Ce mouvement est repéré par la DGSE. En quelques heures, un raid de drones et d'avions pilotés américains est décidé en urgence.
Le 1er septembre 2014, Mokhtar Ali Zubeyr se trouve seul dans un véhicule isolé, seulement accompagné par une équipe minimale de deux gardes du corps. Alors qu'il circulait dans une zone presque désertique en direction de Barawe, la base principale de l'organisation Al-Shabaab à 170 kilomètres au sud de la capitale somalienne Mogadiscio, le pick-up est frappé par un ou plusieurs missiles antichars AGM-114 Hellfire, capables de détruire un char d'assaut et au moins deux bombes GBU-12 Paveway II (en) de 250 kg chacune. Les trois occupants du véhicule sont tués sur le coup. À l'issue de cette opération, le président français est averti de son succès probable, mais l'information ne sera confirmée que le 5 septembre par Washington.

### Développements ultérieurs
L'attaque est exécutée par un ou plusieurs drones américains pilotés depuis une base à Djibouti[Laquelle ?]. Les éléments permettant cette opération — à savoir l'identification précise de son pick-up et la route qu'il devait emprunter - ont été transmis au Pentagone par la DGSE sur ordre explicite de François Hollande. Le porte-parole du Pentagone, le contre-amiral John Kirby précisera le 2 septembre au cours d'une conférence de presse que le raid avait été conduit à partir de renseignements utilisables, les Français ayant refusé que le Pentagone fasse mention de leur rôle.
Les hommes de Godane, inquiets de ne pas le voir arriver à destination, partent à sa recherche, mais ne retrouvent aucun débris « exploitable » dans la zone des explosions. « Ils n'ont découvert que quelques éléments carbonisés, qu'ils ont enfouis sur place », dit une source connaissant ce dossier. La confirmation de la mort de Godane vient des Shabbaabs eux-mêmes, qui la rendent publique le 5 septembre. Dans un communiqué, ces derniers réaffirment leur allégeance à al-Qaida, annoncent le nom du successeur : Ahmad Omar (Abu Ubaidah), et préviennent leurs ennemis qu'ils ne doivent « rien attendre d'autre que ce qui leur causera une grande détresse ».